# Lepturges breviceps
Lepturges breviceps là một loài bọ cánh cứng trong họ Cerambycidae.